# Cyprinodontiformes
L'ordine dei Cyprinodontiformes comprende 8 famiglie di pesci principalmente d'acqua dolce di piccole dimensioni.

## Acquariofilia
Molte di queste specie sono conosciute in acquariofilia come killifish e hanno caratteristiche fisiologiche e stili di vita particolari: proprio per queste caratteristiche (unitamente alla bellezza di forme e colori) sono commercializzate e allevate in tutto il mondo.

## Famiglie
- Anablepidae
- Aplocheilidae
- Cyprinodontidae
- Fundulidae
- Goodeidae
- Nothobranchiidae
- Poeciliidae
- Profundulidae
- Rivulidae
- Valenciidae